# Budri
Budri è un cognome di lingua italiana.

## Varianti
Budriesi.

## Origine e diffusione
Cognome tipicamente emiliano e romagnolo, è presente prevalentemente nel bolognese.
Potrebbe derivare dai toponimi Budrie e Budrio, forse dal latino botrium, "fosso".
La variante Budriesi copre il medesimo areale.